# Zastava M48
O Zastava M48 (servo-croata: Puška M.48 7,9 mm / Пушка M.48 7,9 mm, "Fuzil M.48 7,9 mm") é uma versão iugoslava pós-Segunda Guerra Mundial da série M24 projetada pela Bélgica com alguma influência do Karabiner 98k alemão. Foi o fuzil de serviço padrão do Exército Popular Iugoslavo do início dos anos 1950 até sua substituição pelo Zastava M59/66, uma cópia licenciada da carabina semiautomática soviética SKS, no início dos anos 1960.

## História
Após a Segunda Guerra Mundial, a Iugoslávia adotou o projeto da série de fuzis M24 e reiniciou a produção com pequenas modificações baseadas no Karabiner 98k alemão. Embora muito semelhantes na aparência externa, muitas das peças dos fuzis iugoslavos e alemães não são intercambiáveis, especialmente o ferrolho e as peças relacionadas à ação. Os M48 geralmente se distinguem do 98k pelo guarda-mão superior, que se estende atrás da alça de mira e termina logo à frente do anel do receptor, embora esse recurso também exista em outros modelos.
O M48 foi projetado com uma coronha semelhante à do 98k, mas possui uma ação intermediária e receptor mais curtos, assim como a série similar M24 Mauser. Os Mausers da série M24 foram produzidos a partir dos Mausers Modelo 24 iugoslavos do pré-guerra e posteriormente reformados com peças belgas mais novas, e geralmente possuem ferrolhos retos, enquanto os M48 possuem ferrolhos curvos. A maioria das coronhas do M48 é feita de madeira mais espessa de olmo ou faia e possui uma chapa de aço inoxidável na parte traseira.
As coronhas do M24/47 são feitas principalmente de madeira mais fina de nogueira ou faia e não possuem uma chapa de aço inoxidável fresada em formato de concha. O M48 também foi projetado para remover o seguidor que impedia o fechamento do ferrolho quando o carregador estivesse vazio.

## Variantes
Existem cinco versões principais do M48.
M48: 1950-1952 - A versão inicial do M48, com brasão completo e todas as peças de aço usinadas.

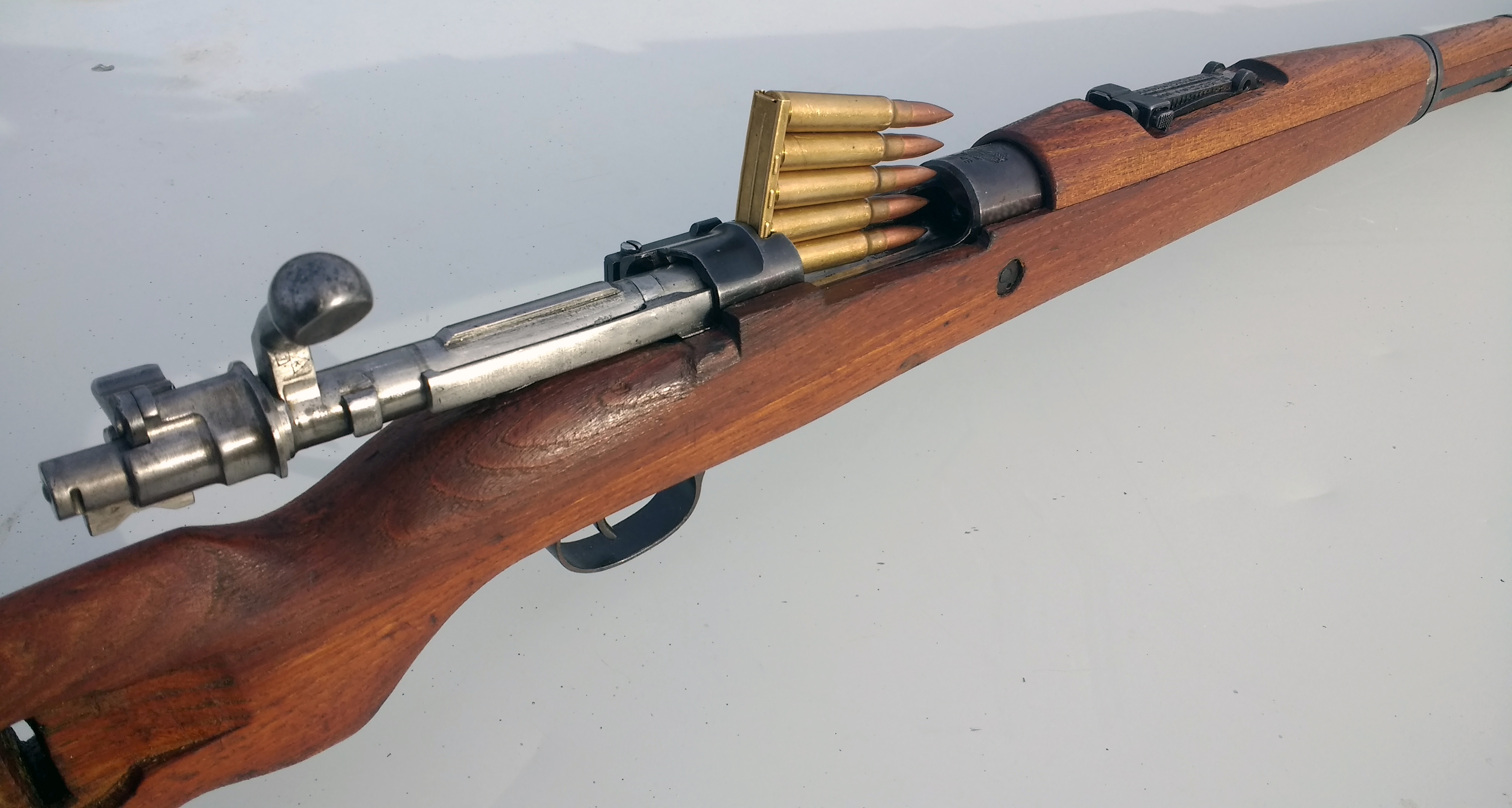
M48 com um clipe de latão inserido

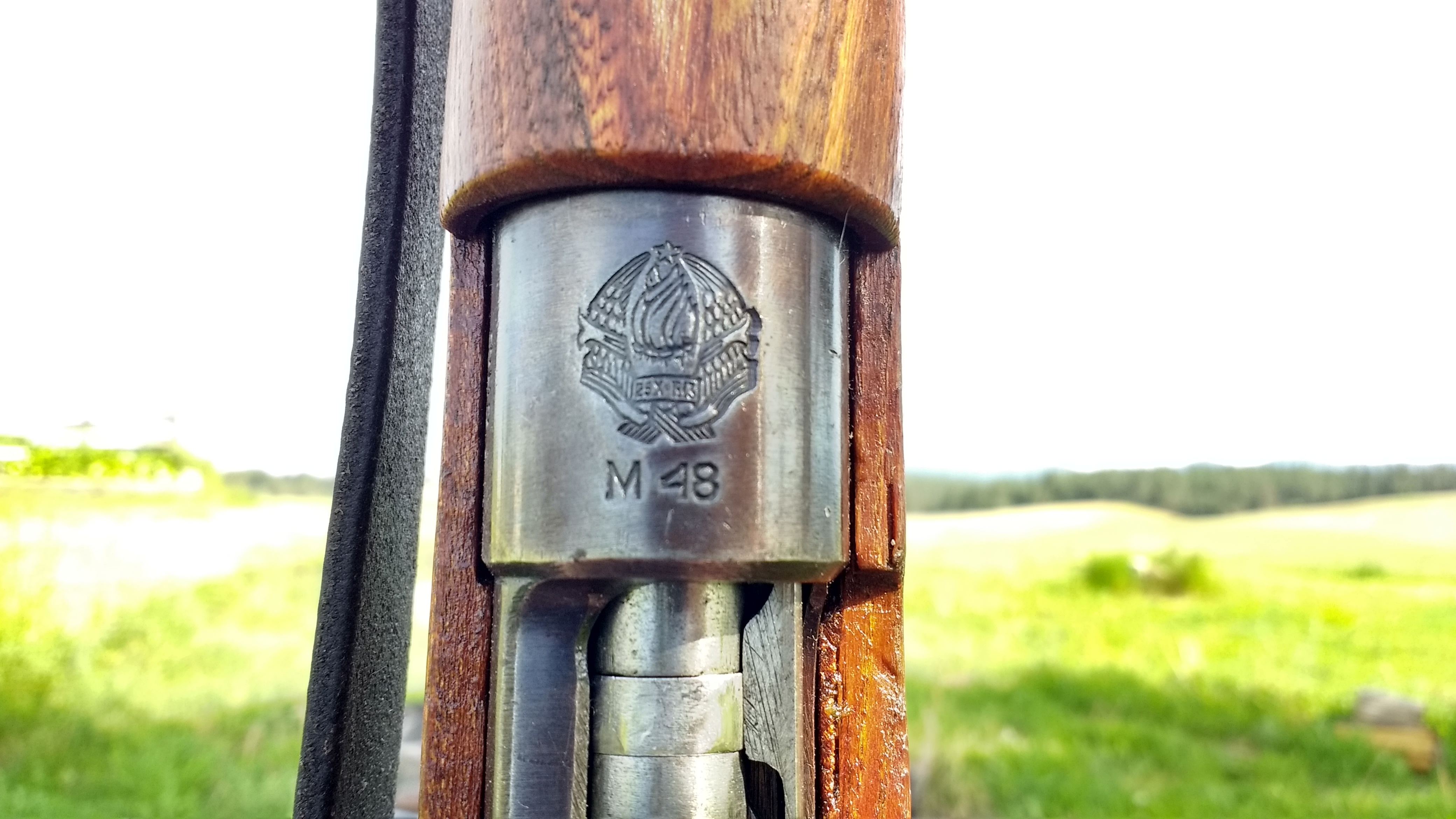
Brasão do M48

M48A: 1952-1965 - Inclusão de peças estampadas. O M48A utilizava estampagens de chapa metálica para a placa do fundo do carregador. Essas mudanças aceleraram a produção e reduziram os custos. O ferrolho e o receptor, componentes essenciais para conter a pressão do propelente em combustão dentro do estojo do cartucho, mantiveram os mesmos requisitos de material e tolerâncias de projeto (ou seja, eram usinados em aço forjado) nas variações A e B.
M48B: 1956-1965 - Estamparia adicional em chapa metálica incorporada. O fator mais crítico a ser compreendido sobre este modelo é que ele continuou a ser estampado como M48A no anel do receptor. Não houve alterações nas marcações. As alterações específicas nas peças não foram verificadas, mas incluem a estampagem do cano e das bandas H, além do seguidor de mola do carregador. A alteração mais significativa e a aparência externa pela qual o M48B pode ser identificado é o guarda-mato. Enquanto anteriormente o guarda-mato/alojamento do carregador eram usinados a partir de uma barra sólida de aço, a montagem foi alterada para um conjunto fabricado a partir de peças estampadas. O novo guarda-mato possui uma nervura que percorre a parte externa de ambos os lados. Embora o número exato de alterações feitas neste modelo não tenha sido especificado, o impacto na produção em 1956 foi extenso e reduziu drasticamente o número produzido naquele ano. Havia uma razão específica para isso. A partir de 1956, toda a produção do M48 foi destinada exclusivamente à exportação.
M48BO: 1956-1965 - O "bo" significa "bez oznake" e pode ser traduzido como "sem marcas" ou "sem marcações". Eram idênticos e fabricados simultaneamente ao M48B com brasão, mas não eram carimbados com nenhuma marca nacional ou do fabricante.
M48/63: A Zastava Arms fabricou o rifle esportivo M48/63, uma variante de cano curto do rifle Modelo 1948. A produção foi interrompida em 2013.

## Uso de combate
Em 1953, o fuzil M48 foi exportado para a Birmânia. O fuzil M48 também foi exportado para a Argélia, Chade, Etiópia, Indonésia, Egito, Iraque e Síria. Foi utilizado na Guerra de Independência Argelina (1954-1962), na Guerra Civil Libanesa (1975-1990), na Guerra Irã-Iraque (1980-1988), na Guerra Civil Iugoslava (1991-2001) e, por último, na Guerra Civil Síria (2011-). Assim, o M48 foi utilizado nas Guerras Iugoslavas, com milhares de unidades sendo utilizadas por diversas milícias ou forças paramilitares. Frequentemente, o M48 era usado como base para um fuzil de precisão, perfurado e adaptado para a mira telescópica ZRAK 4x32 e montagens. No entanto, além de um lote experimental de aproximadamente 4.000 fuzis, nenhum fuzil de precisão M48 oficial jamais foi utilizado pelo Exército Iugoslavo.
O Egito comprou fuzis M48A para diversificar seus fornecedores na década de 1950. A Síria adquiriu fuzis M48A e M48BO. Indonésia, Iraque, Birmânia, Argélia e Chade também receberam alguns. Na década de 1980, a Síria enviou fuzis M48 excedentes para facções libanesas pró-Síria durante a Guerra Civil Libanesa.
Em 2018, a Guarda de Fronteira Polonesa obteve 44 fuzis para fins cerimoniais devido às suas semelhanças físicas com os fuzis poloneses Kb wz. 98a anteriores à Segunda Guerra Mundial.

## Operadores
- Argélia
- Birmânia
- Chade
- Egito
- Etiópia
- Indonésia: Variante M48/63 usada pela Polícia Nacional da Indonésia. Atualmente usada em serviço limitado e propósito de treinamento.[12][13]
- Iraque
- Várias milícias libanesas
- Polónia
- Iugoslávia
- Síria